# DashCon
DashCon (originalmente llamado Tumbl-Con USA) fue una convención de admiradores destinada principalmente a los usuarios de la plataforma Tumblr, con un énfasis en fandoms. Sucedió el fin de semana del 11 de julio de 2014, en el hotel Renaissance Schaumburg Convention Center en Schaumburg, Illinois. La convención inaugural rápidamente se volvió infame debido a acusaciones de mal manejo y corrupción entre los organizadores, una supuesta demanda abrupta del hotel por un pago adelantado en efectivo por el uso de sus instalaciones, e invitados famosos viéndose obligados a abandonar la convención después de haber sido informados por el hotel que serían responsables de pagar por sus habitaciones. Un pequeño pelotero en uno de los pasillos se convertiría en un meme luego de que los organizadores les ofrecieran a los participantes una “hora extra” en el pelotero (acompañado por entradas para un concierto y una rifa) como reembolso por un panel cancelado. 
Los organizadores de DashCon inicialmente declararon que llevarían a cabo otra DashCon en 2015 a pesar de los problemas sucedidos en la primera edición, pero anunciaron oficialmente a través de una publicación en Tumblr en septiembre de 2014 que DashCon LLP se disolvería y liquidarían todos sus activos, lo que significa que no realizarían una segunda convención. La publicación también negó las afirmaciones de que una convención de temática similar, Emoti-Con, fuera una DashCon renombrada.

## Concepto
Dashcon fue originalmente anunciada a mediados de 2013 bajo el nombre Tumbl-Con USA, como una convención dirigida a usuarios de la plataforma Tumblr, y fue promocionada como “la reunión más grande de usuarios de Tumblr hasta la fecha”. La convención decía enfocarse en obras que habían desarrollado una gran cantidad de seguidores entre los usuarios de Tumblr, como Doctor Who, Sherlock, Supernatural, y el podcast Welcome to Night Vale. La convención recaudó dinero mediante la preventa de entradas, pero también a través de una campaña de micromecenazgo en Indiegogo. Antes del inicio de la convención, se cambió el nombre a DashCon para indicar que no estaba oficialmente afiliada con Tumblr.

## Convención

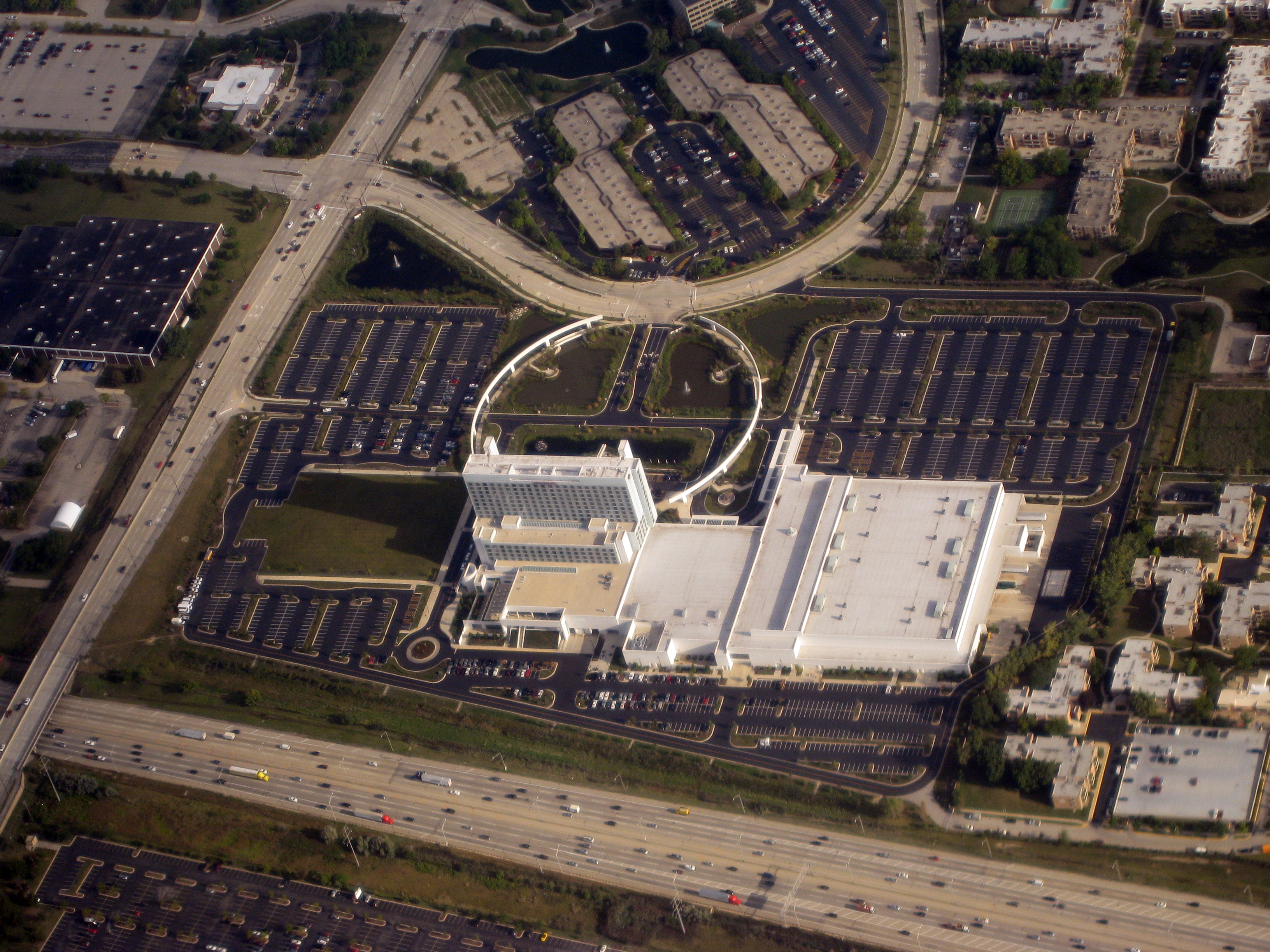
Vista aérea del hotel Renaissance Schaumburg Convention Center, donde se llevó a cabo la convención

La convención fue organizada por DashCon LLP, una sociedad de responsabilidad limitada con sede en Hudson, Ohio. Fue llevada a cabo desde el 11 hasta el 13 de julio de 2014. Algunos de los invitados originalmente programados para asistir fueron el actor Doug Jones, ND Stevenson, y el elenco de Welcome to Night Vale.
En la noche del 11 de julio empezaron a surgir reportes de asistentes que los eventos ocurriendo en la convención estaban mal manejados, un vendedor se había ido debido a pocas ventas, y menores habían sido aceptados en paneles categorizados 18+. La convención misma también empezó a experimentar dificultades financieras inesperadas: un miembro del personal de DashCon reclamó que el personal del hotel supuestamente le informó que tendrían que pagar $20,000 por adelantado por el uso de las instalaciones o cerrar la convención. Los organizadores de DashCon dicen haber negociado verbalmente para pagar el evento gradualmente a lo largo de la convención utilizando el dinero obtenido por tickets, en lugar de emitir un pago por adelanto a pesar de que su contrato sugiriendo lo contrario. 
A las 9:00 p. m. CST, como resultado del inesperado desarrollo, los organizadores del evento empezaron a públicamente solicitar donaciones a un grupo de alrededor de 350 personas (mucho más bajo que el estimado original de 3.000 a 7.000 asistentes), y en línea a través de PayPal, para cubrir costos, con una meta de conseguir al menos $17 000 para las 10:00 p. m. para prevenir que la convención sea cancelada. Los organizadores especularon que el cambio abrupto de planes sucedió porque la administración del hotel "no le agradaba la gente de la convención". Los asistentes fueron vistos recreando el saludo de tres dedos de Los Juegos del Hambre, cantando canciones de High School Musical, "We Are the Champions" de Queen y "Do You Hear the People Sing?" de Les Misérables. Mientras los organizadores recaudaban los fondos necesarios, el incidente despertó sospechas entre los asistentes sobre la posibilidad del micromecenazgo siendo una estafa (lo cual incluía disputas sobre la autenticidad de una imagen de la factura, impresa en papelería del hotel, que fue divulgada por un miembro del personal), o siendo prueba del supuesto mal manejo y corrupción.
Varios invitados –incluyendo a ND Stevenson (quien tuvo que moderar su propio panel porque el moderador programado estaba ausente), las Baker Street Babes (quienes produjeron un podcast de Sherlock Holmes exclusivamente femenino), y el elenco de Welcome to Night Vale– también fueron informados por el hotel de que serían responsables de pagar por sus propias habitaciones, a pesar de que previamente les habían dicho que los cuartos serían pagados por la convención misma. La aparición del elenco de Welcome to Night Vale fue últimamente cancelada; los organizadores no emitieron reembolsos, sino que reembolsaron a aquellos que habían comprado entradas para el panel con boletos para una rifa de varios artículos coleccionables autografiados, admisión a un concierto de la banda de rock Time Crash, y una "hora extra en el pelotero". 

## Recepción y repercusiones
El pelotero –aproximadamente del tamaño de una piscina para niños, en una sala casi vacía– y la noción de una "hora extra" en eso, rápidamente se convertiría en un meme entre los asistentes y otros usuarios de Tumblr, inspirando parodias. Los usuarios imaginaron otras grandes cantidades de cosas que pudieron ser compradas con los $17,000, y un desarrollador de videojuegos creó Dashcon Simulator 2014, una simulación cómica del pelotero de la convención. Un invitado de la convención, Mark Oshiro, explicó que el pelotero "no era un punto de interés, no era algo de lo que una sola alma hablara, y era simplemente algo peculiar que existía", y que "para apoyar la idea de que DashCon fue un desastre completo, 100 por ciento, cada detalle se usó para pintar la convención y a las personas involucradas como horribles fracasos de la humanidad".
Después de la convención, un miembro del personal del hotel dijo que la instalación si disfruto de su presencia, mientras el personal de DashCon prometió proveer con una explicación más detallada de lo que había ocurrido. Las Baker Street Babes reportaron que el problema de pago del hotel fue, de acuerdo a los organizadores, un error. Stevenson, cuyo pago del hotel todavía no se había resuelto, defendió las críticas a DashCon por parte de otros usuarios, argumentando que en primer lugar no estaban familiarizados con lo que típicamente ocurre en una convención.